# Cantó de Vilhèra
El cantó de Vilhèra és un cantó del departament francès dels Pirineus Atlàntics, a la regió de la Nova Aquitània. Està enquadrat al districte de Pau i compta amb un únic municipi, el de Vilhèra

## Municipis
- Vilhèra

## Història
| Data d'elecció                               | Nom                     | Partit | Qualitat                              |
| -------------------------------------------- | ----------------------- | ------ | ------------------------------------- |
| 1982                                         | Raymond Delourme        | PS     |                                       |
| 1988                                         | Jean Arriau             | RPR    |                                       |
| 1994                                         | Jean Arriau             | RPR    | alcalde de Billère conseller regional |
| 2001                                         | Jean Arriau             | RPR    | alcalde de Billère                    |
| 2008                                         | Margot Triep-Capdeville | PS     |                                       |
| Les dades anteriors a 1982 no són conegudes. |                         |        |                                       |
|                                              |                         |        |                                       |